# Club Atlético River Plate 1982
Questa voce raccoglie le informazioni riguardanti il Club Atlético River Plate nelle competizioni ufficiali della stagione 1982.

## Stagione
Reduce dalla vittoria nel campionato Nacional dell'anno precedente, il River disputa un torneo inferiore ai suoi standard, classificandosi al sesto posto su otto nel Gruppo A del Nacional '82 (Metropolitano e Nacional sono disputati a ordine invertito). Nel Metropolitano, invece, i trentaquattro punti portano la formazione di Di Stéfano (che verrà sostituito a fine stagione) al decimo posto in classifica.

## Maglie e sponsor
Lo sponsor tecnico per la stagione 1982 è Olimpia
| Casa | Trasferta |

## Rosa
| N. |                      | Ruolo | Calciatore           |
| -- | -------------------- | ----- | -------------------- |
|    | Argentina (bandiera) | P     | Jorge Ferrero        |
|    | Argentina (bandiera) | P     | Ubaldo Fillol        |
|    | Argentina (bandiera) | P     | Gabriel Puentedura   |
|    | Argentina (bandiera) | D     | Rubén Coccimano      |
|    | Argentina (bandiera) | D     | Jorge Alberto García |
|    | Argentina (bandiera) | D     | Jorge Gordillo       |
|    | Argentina (bandiera) | D     | José Karabín         |
|    | Argentina (bandiera) | D     | Enrique Nieto        |
|    | Argentina (bandiera) | D     | Carlos Russo         |
|    | Argentina (bandiera) | D     | Eduardo Saporiti     |
|    | Argentina (bandiera) | D     | Alberto Tarantini    |
|    | Argentina (bandiera) | C     | Enzo Bulleri         |
|    | Argentina (bandiera) | C     | Emilio Commisso      |

| N. |                      | Ruolo | Calciatore          |
| -- | -------------------- | ----- | ------------------- |
|    | Argentina (bandiera) | C     | Américo Gallego     |
|    | Spagna (bandiera)    | C     | Juan Carlos Heredia |
|    | Argentina (bandiera) | C     | Reinaldo Merlo      |
|    | Argentina (bandiera) | C     | Julio Olarticoechea |
|    | Uruguay (bandiera)   | A     | Antonio Alzamendi   |
|    | Argentina (bandiera) | A     | Raúl Chaparro       |
|    | Argentina (bandiera) | A     | Daniel Constantino  |
|    | Argentina (bandiera) | A     | Néstor De Vicente   |
|    | Argentina (bandiera) | A     | Carlos Randazzo     |
|    | Argentina (bandiera) | A     | Carlos Daniel Tapia |
|    | Argentina (bandiera) | A     | Jorge Tévez         |
|    | Argentina (bandiera) | A     | José Vieta          |

## Statistiche

### Statistiche di squadra
| Competizione               | Punti | Totale | Totale | Totale | Totale | Totale | Totale | DR |
| Competizione               | Punti | G      | V      | N      | P      | Gf     | Gs     | DR |
| -------------------------- | ----- | ------ | ------ | ------ | ------ | ------ | ------ | -- |
| Campionato - Nacional      | 14    | 16     | 4      | 6      | 6      | 20     | 27     | -7 |
| Campionato - Metropolitano | 34    | 36     | 12     | 10     | 14     | 43     | 46     | -3 |
| Totale                     | -     |        |        |        |        |        |        | -  |